# Xã Valley, Michigan
Xã Valley (tiếng Anh: Valley Township) là một xã thuộc quận Allegan, tiểu bang Michigan, Hoa Kỳ. Năm 2010, dân số của xã này là 2.018 người.